# フロントーネ
フロントーネ（伊: Frontone）は、イタリア共和国マルケ州ペーザロ・エ・ウルビーノ県にある、人口約1,200人の基礎自治体（コムーネ）。

## 地理

### 位置・広がり
ペーザロ・エ・ウルビーノ県南部のコムーネ。ウルビーノから南南東へ25km、ペーザロから南南西へ47km、アンコーナから西へ64kmの距離にある。

#### 隣接コムーネ
隣接するコムーネは以下の通り。括弧内のPGはペルージャ県所属を示す。
- カーリ
- カンティアーノ
- ペルゴラ
- スケッジャ・エ・パシェルーポ (PG)
- セッラ・サンタッボンディオ

### 気候分類・地震分類
フロントーネにおけるイタリアの気候分類 (it) および度日は、zona E, 2256 GGである。
また、イタリアの地震リスク階級 (it) では、zona 2 (sismicità media) に分類される。

## 行政

### 分離集落
フロントーネには、以下の分離集落（フラツィオーネ）がある。
- Castello, Colombara, Foce, Caprile, San Savino, Buonconsiglio